# ذا إيلدر سكرولز: أرينا
ذا إيلدر سكرولز: أرينا (بالإنجليزية: The Elder Scrolls: Arena)‏ هي لعبة أكشن تقمص أدوار من تطوير ونشر شركة بيثيسدا سوفت ووركس وهي أول لعبة في سلسلة ذا إيلدر سكرولز. صدرت في 25 مارس 1994 على إم إس-دوس.